# Шотландский палаш

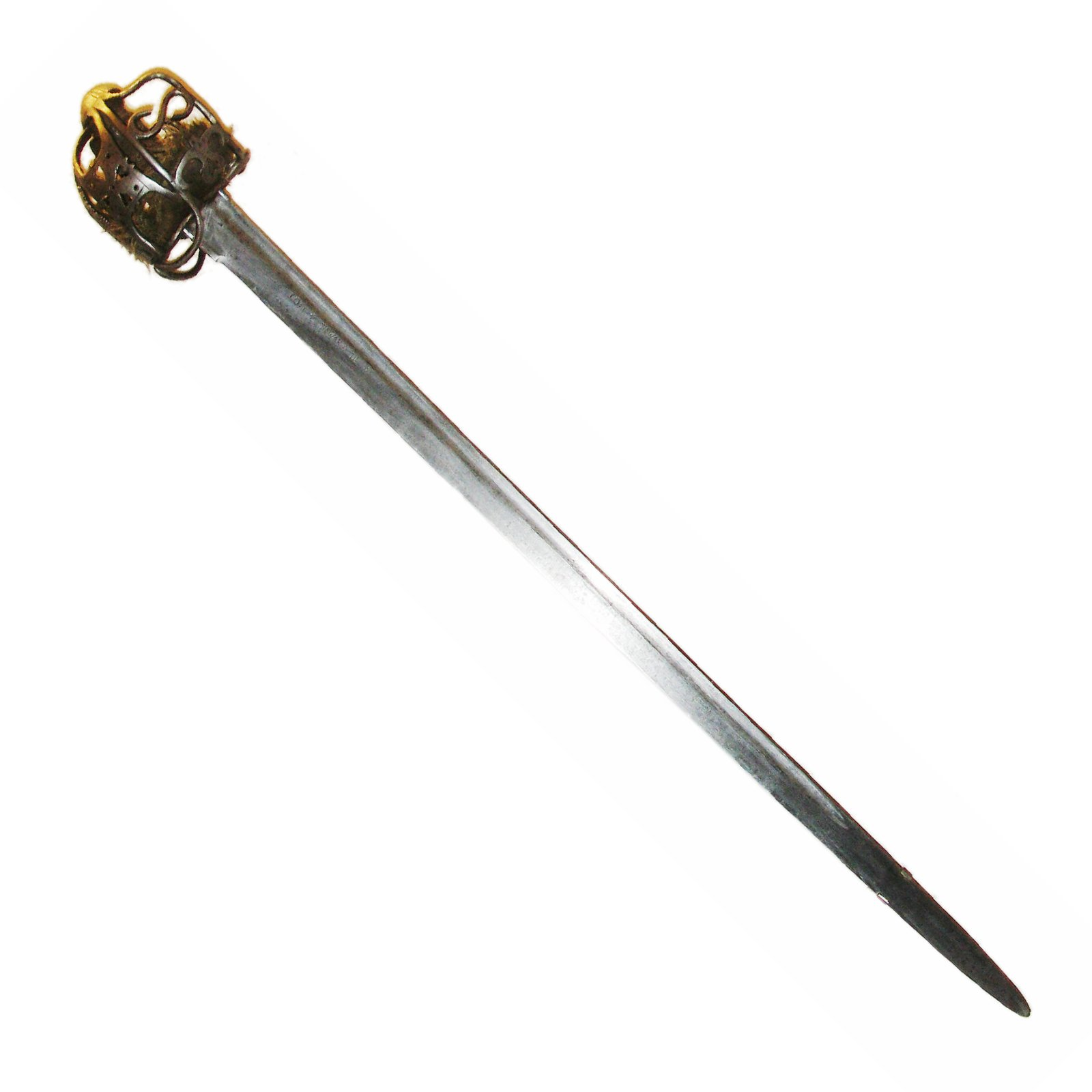
Шотландский палаш без ножен

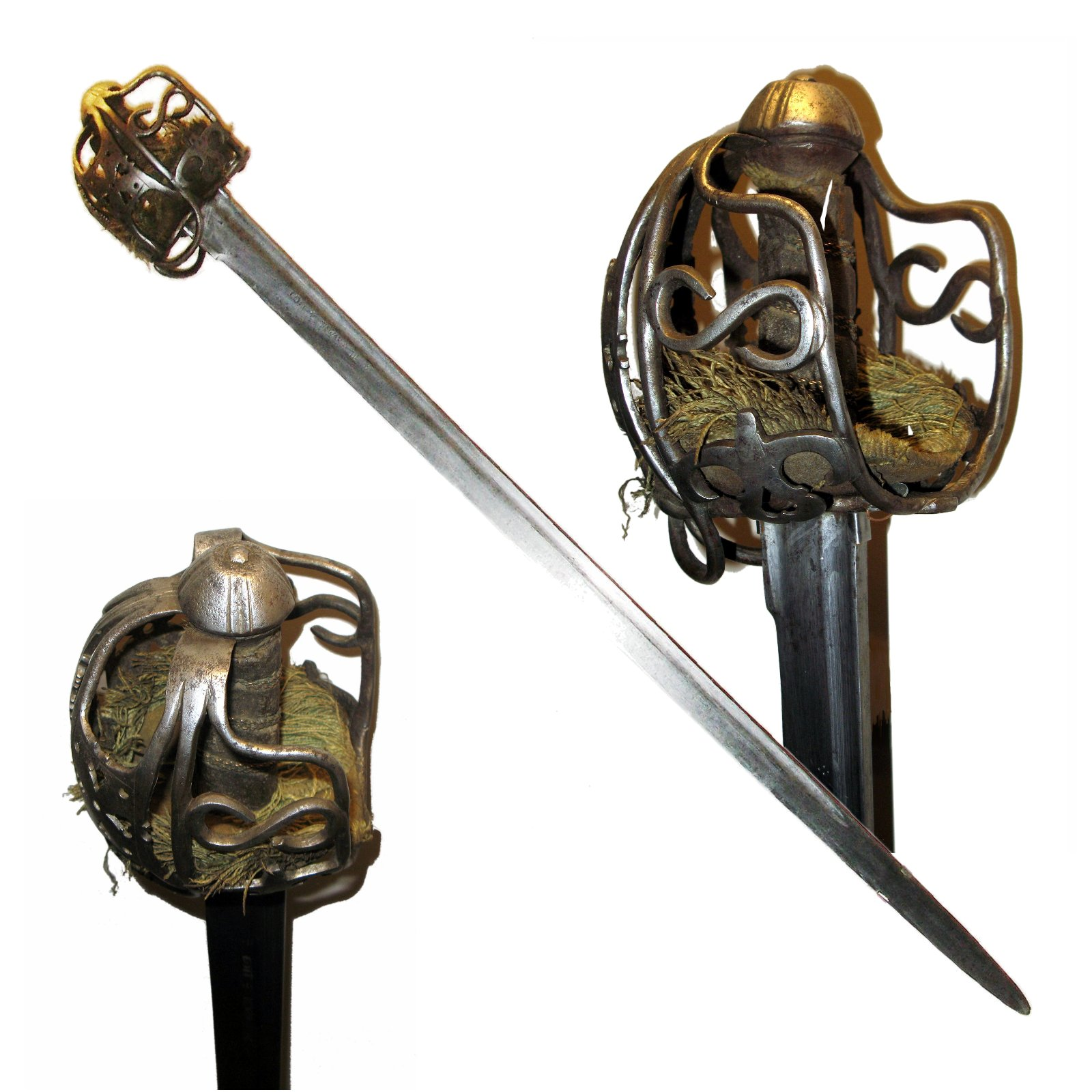

Шотла́ндский пала́ш (го́рский пала́ш) (англ. Highland broadsword — «широкий горский меч», гэльск. claidheamh leathann — «широкий меч», Highland backsword — «горский палаш», claidheamh cùil — «меч с обухом», то есть, с однолезвийным клинком, палаш), также шотла́ндский корзи́нчатый меч (Highland basket-hilted sword) — колюще-рубящее клинковое оружие, тип палаша с прямым клинком односторонней или полуторной заточки, реже — обоюдоострым, широким к концу и со сложным корзинообразным эфесом. Является одной из трёх наиболее распространённых форм мечей с корзинчатой гардой вместе со скьявоной и хаудегеном.

## Общие сведения
Этот меч использовали в конце XVI — начале XVII веков. Его варианты быстро распространились по Англии и Ирландии, в частности использовались в британской армии в качестве оружия офицеров, однако за пределами английских владений он не приобрёл значительной популярности.
Шотландская корзинчатая гарда явно отличается от прочих своих родственников. С одной стороны, она — более круглая, чем, например, у скьявоны или палаша, а головка имеет форму уплощённого шара. Дуги гарды — очень широкие и почти полностью закрывают руку. Примечательно, что шотландская корзинчатая гарда имеет подкладку из красной кожи или ткани. Клинки обычно шириной около четырёх, а длиной — 80 сантиметров. Иногда встречаются клинки с одним лезвием, но правилом являются всё-же обоюдоострые клинки.
С точки зрения принятой в отечественном оружиеведении классификации, не все варианты данного оружия являются палашом, так как часть его имеет обоюдоострый клинок, в отечественной классификации являющийся признаком меча, а не палаша; тем не менее такой (некорректный) перевод термина broadsword (букв. «широкий меч») уже в какой-то мере устоялся (об этом подробнее см. ниже в разделе «Терминология»).
Кроме того, данный вид оружия нередко ошибочно называют «клеймором» (Claymore, от Claidheamh mòr — «большой меч»), но на самом деле — это совсем другой вид оружия, рассчитанный на использование 2-ручного хвата. Это ошибочное название употреблялось по отношению к шотландским 1-ручным мечам уже в начале XIX века и является также в какой-то степени историческим.

## Производство
Часто клинки шотландских палашей переделывали из устаревших или вышедших из строя 2-ручных клейморов XVI—XVII веков.
Качественные клинки в основном импортировали из Европы (преимущественно из Италии или Германии), а корзинообразную гарду шотландские оружейники делали на месте, чаще всего в Глазго и Стерлинге (существуют несколько ярко выраженных разновидностей таких гард). Наиболее известным производителем клинков для этого оружия считают итальянского мастера Андреа Феррара, чьё имя стало нарицательным и служило синонимом качества палаша.

## Использование
Шотландский палаш (один из вариантов известных в Европе мечей с корзинчатой гардой) появился в Шотландии в XVII веке, постепенно вытеснив мечи-клейморы, и стал, из-за своей дороговизны, прежде всего оружием наиболее обеспеченных слоёв шотландских горцев. Например, после сражения при Каллодене трофеями правительственных войск стали всего 192 палаша более, чем 1000 убитых шотландцев.
С середины XVIII века входил в комплект вооружения солдат первых горских полков британской армии, к концу века постепенно был снят с вооружения, оказавшись непрактичным и обременительным в условиях тактики британской пехоты. Палаш остался лишь как статусное оружие офицеров, унтер-офицеров и волынщиков горских шотландских полков. Последние офицерские палаши вышли из боевого употребления в годы Первой мировой войны. С XX века по настоящее время палаш является парадным оружием офицеров шотландских полков британской армии и армий Британского содружества наций.
Сегодня пара палашей является неотъемлемым предметом при исполнении шотландского танца Sword Dance (см Шотландские танцы, Хайланд).

## Терминология
Стоит отметить, что использованное в названии статьи обозначение является достаточно условным. В XVII—XIX веках, то есть, в период, когда длинноклинковое холодное оружие всё ещё было актуальным в качестве боевого, его классификацию проводили почти исключительно на основании типа клинка, при этом конфигурация эфеса играла сравнительно небольшую роль. Так, в английской терминологии примерно конца XVII века различали 3 основных типа колюще-рубящего оружия с прямым клинком: broad sword с широким и тяжёлым обоюдоострым клинком и, как правило, гардой-корзинкой; back sword с односторонне заточенным клинком (значение названия буквально — «имеющий обух»; в отечественной терминологии — палаш); и так называемый shearing sword, который в источниках конца XVII века описывали как своего рода «облегчённую» версию broad sword, то есть также обоюдоострый клинок, но более узкий и лёгкий, однако всё же в большей степени пригодный для рубящих ударов, чем у рапиры (термин shearing sword широко употребляли на протяжении всего лишь 40—50 лет на рубеже XVII—XVIII веков; у современников этот вид оружия заслужил в основном уничижительные оценки). Таким образом, на этот период термин basket-hilted broad sword в применении к шотландскому оружию с гардой-корзинкой вполне возможно переводить на русский язык как «шотландский меч с гардой-корзинкой». Однако со временем терминология менялась; примерно к середине XVIII века граница между описанными выше тремя типами оружия стала расплываться. С определённого момента наличие у оружия 1-сторонней или 2-сторонней заточки клинка в английской терминологии вообще перестали считать важным классификационным признаком. Термин back sword, подчёркивавший наличие у оружия обуха, после этого практически вышел из употребления, а обозначавшееся им оружие либо стали относить к категории broad sword (варианты с более тяжёлым и массивным 1-лезвийным клинком), либо — более лёгкие и быстрые клинки, наряду с тем, что ранее называли shearing sword, стали включать в появившуюся примерно в конце 1720-х годов новую категорию spadroon (эспадрон), введение, или как минимум первое известное употребление термина иногда приписывают знаменитому шотландскому мечнику и учителю фехтования Дональду Макбейну (Donald McBane). Таким образом, термин broad sword стал обозначать как оружие с прямым обоюдоострым клинком (собственно, мечи), так и с прямым с односторонней заточкой (палаши), причём в английской традиции и то, и то как правило имело гарду в виде корзинки. В то же время, в русскоязычной терминологии продолжает чётко отслеживаться наличие у колюще-рубящего оружия с прямым длинным клинком односторонней (палаш) или двусторонней (меч) заточки, поэтому однозначный перевод приведённых выше терминов, если речь идёт об оружии XVIII века и более позднем, требует от переводчика особой осмотрительности. Стоит отметить, что к концу XVIII века broad sword с односторонней или полуторной заточкой клинка (то есть собственно шотландский палаш) практически вытеснил обоюдоострую разновидность, поэтому достаточно корректно предположить, что до середины XVIII века под термином broad sword будет иметься в виду почти наверняка меч с гардой-корзинкой, а после — уже скорее всего палаш с таким же эфесом.